# ディグビー・テイサム＝ウォーター
アリソン・ディグビー・テイサム＝ウォーター（Allison Digby Tatham-Warter, 1917年5月21日 - 1993年3月21日）は、イギリスの軍人。第二次世界大戦中、イギリス陸軍の将校として従軍した。最終階級は少佐。戦場でも常に傘を手放さなかったことで知られる。ディグビー・テイサム＝ウォーター、あるいは単にディグビーとも呼ばれた。

## 入隊前
1917年、イングランドのシュロップシャー・アチャムにて生を受ける。父ヘンリー・デ・グレイ・テイサム＝ウォーター（Henry de Grey Tatham-Warter）は、イングランド南西部に複数の地所を持つ大地主で、ディグビーはヘンリーにとって2人目の息子であった。第一次世界大戦中、ヘンリーはアーティスツ・ライフルズ連隊の一員として出征していたが、塹壕にて毒ガス攻撃に晒され戦死した。当時、ディグビーは11歳だった。バークシャーのウェリントン・カレッジにて教育を受け、1935年にはサンドハースト王立陸軍大学校に進む。

## 初期の軍歴
1937年1月21日、陸軍大学校を卒業して陸軍少尉（Second lieutenant）に任官し、彼の家族関係から英印軍での勤務が期待され、英印軍の未配属者名簿（Unattached List）に掲載された。しかし、彼が英印軍に加わることはなく、1937年3月13日からイギリス陸軍の駐印部隊であるオックスフォードシャー・アンド・バッキンガムシャー軽歩兵第2大隊に配属され、1938年4月27日には同連隊に転属した。そのため、彼は趣味であるトラ狩りやイノシシ猟（pig sticking）を続けることができた。

## 第二次世界大戦
第二次世界大戦が勃発した時点では、ディグビーはヨーロッパの戦場に派遣されないはずだった。姉キット（Kit）はハドフィールド＝スピアーズ看護隊の一員として西部砂漠戦線に従軍し、フランスの戦功十字章を受章している。第2近衛竜騎兵連隊に所属していた兄ジョン（John）が1942年末の第二次エル・アラメイン会戦にて戦死したことを聞いた後、ディグビーは空挺兵に志願し、落下傘連隊に転属した。その後、ディグビーは第1空挺師団第1落下傘旅団第2落下傘大隊A中隊長に任命された。訓練中はグランサムにて勤務した。彼がトラ狩りに熱中していることは周囲にもよく知られていた。また、自らアメリカ製ダコタ輸送機を操縦し、駐屯地にいた中隊の将校全員をリッツ・ロンドンでのパーティに送り届けたことも、彼の知名度を高めるきっかけとなった。
マーケット・ガーデン作戦の際、第2大隊長ジョン・フロスト中佐によって、A中隊はアルンヘム攻撃における大隊の先鋒部隊に選ばれていた。これはディグビーが積極的な攻撃を好む指揮官として知られていたためである。ディグビーは無線機の信頼性について懸念を抱いており、無線が故障した際の通信に用いるため、隷下の将兵に対し、ナポレオン戦争時に使われた信号喇叭譜に関する教育を行った。また、彼は合言葉を覚えることに苦労し、代わりに傘を持つことで自らの識別手段とした。これは誰もが「"とんでもなく馬鹿なイングランド人"でもなければ、戦場に傘を持ち込む者はおるまい」と考えるに違いないと思ったためだという。
A中隊は標的であるアルンヘム橋から離れた地点に降下したため、ドイツ軍によって厳重に封鎖されているアルンヘム市街を突破しなければならなかった。ディグビーは大通りではなく住宅地の裏庭を通り抜けることで、ドイツ軍守備隊との接触を避けつつ前進を試みた。A中隊は7時間で8マイル前進し、その間に親衛隊（SS）隊員を含むドイツ兵150名を捕虜にした。戦闘中、彼は迫撃砲弾が降り注ぐ中でさえ、鉄帽ではなく赤いベレー帽を被り、傘を手にして兵士たちの間を歩き回っていた。ドイツ軍の戦車が橋を渡り始めると、ディグビーは山高帽をかぶって銃剣突撃を指揮した。後に彼は運転手の目を突こうとしてドイツ軍装甲車の覗き窓に傘を突っ込み、これを無力化した。
負傷した兵士を救出するため大通りを渡ろうとした時、ディグビーは従軍牧師が銃撃を受け釘付けにされていることに気づいた。彼は牧師のもとに駆け寄ると、「弾のことは気にするな。こっちには傘がある」（Don't worry about the bullets, I've got an umbrella.）と言い、傘を開いて大通りの反対側まで牧師を連れて行った。前線に戻った後、将校の1人から傘について「そんなもの何の役にも立ちませんよ」（that thing won't do you any good）と言われると、ディグビーは「なんてことを言うんだ！雨が降ったらどうする気だ？」（Oh my goodness Pat, but what if it rains?）と返したという。その後、ディグビーは砲弾片を受けて負傷した上、ズボンの後ろ側がすっかり切り裂かれ開いていたが、A中隊と共に弾薬が尽きるまで戦い続けた。ディグビーが考えた通り、イギリス軍の無線機は頻繁に故障し、戦闘中にはもっぱら軍隊ラッパが通信手段として使われることになったのだが、ディグビーが捕虜になる直前の最後のメッセージ、「弾薬底をつく。神よ、王を救い給え」（out of ammo, God save The King）は無線によって送信されている。
負傷していたため、ディグビーは聖エリザベス病院に送られることになったのだが、ドイツ人看護婦が離れた隙をついて、副官トニー・フランク大尉（Tony Frank）と共に窓から脱走を図った。軍服のボタンから脱出用コンパスを作った後、ディグビーとフランクはマリエンダールに向かった。マリエンダール到着後は英語を話せないオランダ人女性の元に匿われる。英語を話せる隣人と接触すると、彼らは画家に変装し、エーデにおける現地抵抗運動の指導者だったデルク・ヴィルデブーアの家に移り、抵抗運動メンバーのメノー・デ・ノーイから自転車を受け取った。また、ヴィルデブーアはディグビーのために偽造身分証明書を調達した。これを用い、ディグビーは弁護士の息子で聾唖者のペーター・ヤンセン（Peter Jensen）なる人物に成りすました。彼は自転車を用いて潜伏していた友軍兵士たちの元を訪れた。この時期、ぬかるみで立ち往生していたドイツの軍用車を押し出すのを手伝った上、潜伏先だった家が臨時宿舎に割り当てられドイツ兵が寝泊まりするようになっていたが、ディグビーの正体に気づく者はいなかった。その後、ディグビーは潜伏していた友軍兵150名を集めて前線へと向かった。一連の撤退はペガサス作戦の元で行われた。部隊と共に自転車でライン川へと向かったディグビーは、懐中電灯で「勝利のV」を意味するモールス信号を送った。これを確認した英第30軍団によって部隊は対岸へと渡され合流を果たした。イギリスへ帰国した後、ディグビーは殊功勲章（DSO）を受章した。

## 第二次世界大戦後
終戦後、ディグビーはイギリス委任統治領パレスチナでの勤務を経て、1946年にはケニア植民地に駐屯する第5王立アフリカライフル連隊に移る。ケニアではエブルルおよびナニュキの地所を購入した。マウマウ団の乱の時期には、自ら組織した義勇騎馬警察隊を率い、鎮圧作戦に参加した。その後、陸軍を退役し、所有する地所の運営に注力する。彼は動物を狩りではなく写真撮影の対象とする近代的なサファリのコンセプトを提唱した人物としても知られる。ケニア独立の際には、イギリスの防衛当局者から現地高等弁務官に対し、「テイサム＝ウォーターの世話をしろ」との要望があったと記録されている。

## 家族
ディグビーは1949年にジェーン・ボイド（Jane Boyd）と結婚した。彼女の父は、当時ナニュキで農夫として働いていたロデリック・ブルテール・ボイド大尉（Roderick Bulteel Boyd）だった。また、祖父は第5代ウィルトン伯爵アーサー・ジョージ・エジャートン（Arthur George Egerton）だった。ディグビーとジェーンの間には3人の娘と何人かの孫があった。娘の1人、ベリンダ・ローズ・テイサム＝ウォーター（Belinda Rose Tatham-Warter, 1954年生）は、ナニュキ在住のドイツ系貴族フリードリヒ・フォン・オルデンブルク伯爵（Friedrich von Oldenburg）と結婚した。フォン・オルデンブルクはオルデンブルク大公リードリヒ・アウグスト2世の子孫だった。

## 死去
1993年3月21日、ナニュキにて死去した。

## 大衆文化
1977年の映画『遠すぎた橋』では、ディグビーをモチーフとしたハリー・カーライル少佐（Harry Carlyle）なるキャラクターが登場する。クリストファー・グッドが演じた。ディグビーと同様、カーライルもまた傘を手にして戦場に立つ姿が描かれる。また、ディグビーは大戦を生き延びたが、カーライルはアルンヘムの戦いの最中に戦死する。